# Trans' ~나와 나의 경계선~
《Trans' ~나와 나의 경계선~》(일본어: Trans' 〜僕とあたしの境界線〜)은 2002년에 일본의 Catear사에서 발매한 여장 시뮬레이션 게임이다.

## 스토리
주인공은 크리스마스 이브에 갑자기 여자친구에게 실연을 당한다. 그리하여 여자친구에게 선물하려던 옷이 방에 남겨지게 되고 입어보고 싶어하는 충동을 느끼게 되고 여장 욕구를 자극하는데….

## 시스템
어드벤처 게임과 비주얼 노벨의 혼합 형태이며, 다음과 같다.

### 여장
주제이기도 한 여장은 화장품이나 복장 등에 꽤 자세하게 신경을 써 주어야 한다. 아이템은 게임머니를 이용하여 구입하거나 특정 이벤트 발생 시 획득 가능한데, 게임머니는 스토리가 진행되면서 차곡차곡 쌓인다. 보다 수준높은 여장으로 단순한 여장 수준에서 발전하여 주인공의 생활 환경이나 심리 상태에 변화를 주는 것이 이 게임의 묘미로 작용한다.
일반적인 옷차림과 마찬가지로, 복장의 특성을 잘 파악하여 서로 조화를 이루도록 맵시있게 입을 필요가 있다. 이상적인 편성의 옷차림이면 주인공의 대사에 변화가 생긴다. 특정 복장을 착용해야 발생하는 이벤트도 있다.
최초에는 신발 중 부츠 3종을 신을 경우 무조건 조화롭지 않은 옷으로 판정되어 외출할 수 없는 버그가 있으며 패치로 해결할 수 있다.
아이템은 다음과 같이 구분된다.
|  | 화장품                       |
|  | 화장수(化粧水)               |
|  | 유액(乳液)                   |
|  | 파운데이션(ファンデーション) |
|  | 아이브로(アイブロー)         |
|  | 아이섀도우(アイシャドウ)     |
|  | 아이라이너(アイライナー)     |
|  | 마스카라(マスカラ)           |
|  | 치크(チーク)                 |
|  | 매니큐어(マニキュア)         |
|  | 립스틱(口紅)                 |

|  | 복장                             |
|  | 여장 보정도구(女装グッズ)        |
|  | 브래지어(ブラジャー)             |
|  | 쇼츠(ショーツ) a                 |
|  | 윗도리(上着)                     |
|  | 스커트(スカート) b               |
|  | 원피스(ワンピース)               |
|  | 양말・스타킹(靴下・ストッキング) |
|  | 신발(靴)                         |
|  | 가발(ウィッグ) c                 |
|  | 목걸이(ネックレス)               |
|  | 귀걸이(ピアス)                   |

- a 일본에서는 여성용 팬티를 ‘쇼츠’라고 부른다.
- b 스커트 그룹에는 바지도 포함된다.
- c 가발은 2개의 그룹으로 나뉘어 있다.

### 심장 박동
여장을 하는 과정 중에는 심장 박동 수치(화면의 우측 하단에 하트와 함께 표시)가 점차적으로 올라간다. 이 수치가 최대한으로 올라가면 주위의 시선을 너무 의식하여 외출했다가 되돌아오는 경우가 발생한다. 또한, 심장 박동 수치 상승에는 여장 과정에서 소요되는 시간도 비례한다는 점에 주의할 필요가 있다.
또한, 여장을 하는 중에 일어나는 예기치 못한 사건이 발생할 경우에도 심장 박동 수치가 상승할 수 있으니 이 점에 주의해야 한다.

## 등장인물
유우타 (ユウ太) 여장
이 게임의 주인공으로, 실연을 계기로 여장을 시작하게 된다. 어린 시절부터 중성적인 외모를 가지고 있었던 탓이다. 이 이름은 기본 이름으로, 사용자가 원하면 다른 이름을 붙일 수 있다. 여장을 한 후의 이름도 역시 사용자가 붙일 수 있다.
사에키 에리(佐伯絵里) 여성
유우타의 옛 여자친구. 남자답지 못하다는 이유로 유우타와 결별을 한다.
코지마 유키(小島由紀) 여성
치한에게 당하려다 유우타에 의해 구해지는데, 이를 계기로 인연을 맺는다. 밝고 쾌활한 성격이다.
리카(リカ) 여장
여고생 스타일의 여장을 즐기는 남성이다. 평소에는 디자인 업체에 근무하고 있으며 엔터테인먼트와 관련있는 일에도 종사하고 있다.
아사미(アサミ) 여장
남성적인 체격의 남성이지만 이에 맞지 않게 잘 어울리는 여장을 한다. 게임 내에서 츠바키(椿)라는 클럽의 마마로 일하고 있다.
메구미(恵) 여성
찻집 여종업원.
타네다 쥰페이(種田淳平) 남성
유우타와 같은 대학에 다니는 친구이다. 헌팅을 좋아하지만 여자 아이에게는 경박하게 보일 수 있다는 점이 아쉬운 인물.
하라다 켄타(原田健太) 남성
사진작가. 각지를 돌아다니며 촬영을 한다.
사이토(斉藤) 남성
일본 유수의 재벌 후계자. 거의 모든 것이 완벽한 인물이다.
사나다(真田) 남성
캬바레식 클럽을 운영하는 사람.

## 스탭
- 캐릭터 디자인 : 하시모토 마사에(橋本正枝)
- 시나리오 : 마에바시 리노(前橋梨乃)
- 음악 : 하노 세이지(羽野誠司)

## 참고 사함
- 발매일인 4월 4일은 3월 3일과 5월 5일의 중간날로, 일본에서는 오카마(オカマ, 여장하는 남자, 여자인 척하는 남자를 가리키는 비속어)의 날이라고 한다. 이 점을 노리고 발매한 것인지 아니면 우연의 일치인지는 확실히 알려진 바가 없다.
- 공식 사이트에는 시나리오 담당에 인연이 있는 실제 여장 남자의 에세이가 올라오기 때문에 여장에 대해 더욱 깊은 이야기를 들어 볼 수 있다.
- 컴퓨터 소프트웨어 윤리 기구의 사정을 받지 않아 공식 사이트의 온라인 판매가 잠시 중단되는 해프닝이 있었다. 직영점으로부터의 판매는 금지되고, 일본의 일반 점포에서는 계속 구입이 가능하다.
- 이 게임은 일본 윈도우·맥 OS 전용 게임이다. 다른 언어의 운영체제에서는 구동은 가능하나 언어 코드 충돌로 인하여 문자 깨짐을 비롯한 몇 가지 크고 작은 문제들이 발생한다.
- 이 게임은 엔딩이 26개가 있는데, 26개 중 25개를 클리어하면 엔딩 달성률이 100%라고 표시되고, 26개를 모두 클리어하면 엔딩 달성률이 104%로 표시된다. 이는 달성률 계산 알고리즘이 잘못되어서 생긴 현상으로, 게임의 진행에는 지장이 없는 단순 디스플레이상의 버그(스타크래프트라는 게임에서도 레어와 하이브의 아이콘이 뒤바뀌어 있으나 현재까지도 패치되지 않고 있는 것과 비슷한 경우)일 뿐이다.
- 게임 중 주인공이 가지고 있는 휴대전화에서 메시지가 도착할 때 나는 소리는 모차르트의 오페라인 피가로의 결혼이다.

## 동작 사양
| 윈도우 - 일본어판 윈도우 98/Me/2000/XP - 펜티엄 II 또는 셀러론 300 MHz(권장 : 500 MHz) 이상 - 64MB 이상 메모리 (권장 : 128MB 이상) - 800×600픽셀, 16비트 컬러 이상 - 8배속 이상 CD-ROM - HDD 약 300MB 이상 권장 - 마우스 | 맥 OS - 일본어판 애플 맥 OS X를 제외한 8.1 이후 - G3 233 MHz(권장 : 500 MHz) 이상 - 64MB 이상 메모리 (권장 : 128MB 이상) - 800×600픽셀, 16비트 컬러 이상 - 8배속 이상 CD-ROM - HDD 약 300MB 이상 권장 - 마우스 |

## 현재
현재 버전은 1.2까지 있으며, 패치 내역은 다음과 같다.
- 1.1: 부츠 3종을 착용할 수 없는 버그가 수정되었다.
- 1.2: 14번 엔딩이 발생하지 않는 버그가 수정되었다.

참고로, 자동 업데이트는 지원하지 않는다.